# Robert Hennet
Robert Joseph Charles Hennet  (Schaerbeek, 22 de enero de 1886-Saint-Gilles, 2 de julio de 1957) fue un deportista belga que compitió en esgrima, especialista en la modalidad de espada. Participó en dos Juegos Olímpicos de Verano en los años 1912 y 1920, obteniendo una medalla de oro en Estocolmo 1912 en la prueba por equipos.

## Palmarés internacional
| Juegos Olímpicos | Juegos Olímpicos   | Juegos Olímpicos | Juegos Olímpicos   |
| Año              | Lugar              | Medalla          | Prueba             |
| ---------------- | ------------------ | ---------------- | ------------------ |
| 1912             | Estocolmo (Suecia) | Medalla de oro   | Espada por equipos |